# Michael Apokapes
Michael Apokapés (Abu K’ab) war ein byzantinischer Dux aus einer melkitischen armenischen Familie. Die Familie stammte aus Tayq in Georgien/Armenien (Thema Iberien), wo sie weite Besitzungen hatte – und sich weitere aneignete.
Michael Apokapes hatte unter Romanos III. Argyros und seinen Nachfolgern wichtige Heeresämter inne und verwaltete mindestens seit 1038 Edessa.
Wichtigste Quelle ist Matthias von Edessa, die Familie wird auch in dem Testament eines seiner Gefolgsleute, des Großgrundbesitzers Eustathios Boilas aus Kappadokien, der sich später am Çoruh im Thema Iberien niederließ, erwähnt.
Er war mit einer Georgierin verheiratet. Sein Sohn Basileios wurde byzantinischer magistros und war später unter Philaretos Brachamios Statthalter in Edessa, sein Sohn Pharesmanes bestarches und 1069 Statthalter in Hierapolis.